# Добсон, Чарльз
Чарльз Фре́дерик До́бсон (англ. Charles Frederick Dobson; 9 сентября 1862 — 18 мая 1939) — английский футболист, хавбек. Играл за футбольные клубы «Ноттс Каунти» и «Коринтиан», а также за национальную сборную Англии.

## Футбольная карьера
Уроженец Бейсфорда (Ноттингем), Чарльз начал играть в футбол за юношеские команды Ноттингема, после чего присоединился к клубу «Ноттс Каунти». Выступал за команду в первом в истории сезоне Футбольной лиги, сыграв в ней 1 матч.
Также выступал за любительский клуб «Коринтиан».
13 марта 1886 года провёл свой единственный матч за сборную Англии, выйдя на позиции центрального хавбека в игре Домашнего чемпионата против сборной Ирландии на стадионе «Баллинафей Парк» в Белфасте; матч завершился завершился разгромной победой англичан со счётом 6:1.

## Достижения
Сборная Англии
- Победитель Домашнего чемпионата Великобритании: 1886 (разделённая победа)

## Вне футбола
Работал мастером кружевного дела. Был женат, имел шестерых дочерей.
Его старший брат Алфред Добсон также был профессиональным футболистом и выступал за «Ноттс Каунти» и сборную Англии.